# (544) Jetta
(544) Jetta ist ein Asteroid des Hauptgürtels, der am 11. September 1904 vom deutschen Astronomen Paul Götz in Heidelberg entdeckt wurde. 
Benannt wurde der Asteroid nach einer Figur aus einer Heidelberger Legende.